# Ana Kijevska
Ana Kijevska ali Ana Jaroslavna (rusko in ukrajinsko Анна Ярославна, Anna Jaroslavna) je bila kneginja Kijevske Rusije, ki je s poroko s francoskim kraljem Henrikom I. leta 1051 postala kraljica Zahodnofrankovskega kraljestva, * okoli 1030, † 1075. 
Od leta 1060 je do sporne poroke z grofom Ralfom IV. Valoijskim vladala kot regentka v imenu svojega mladoletnega sina Filipa I. Ustanovila je opatijo sv. Vincenca v Senlisu. 

## Otroštvo
Ana je bila hči Jaroslava Modrega, velikega kneza Kijeva in kneza Novgoroda, in njegove druge žene Ingegerde Olofsdotter Švedske. Točen datum njenega rojstva ni znan. Philippe Delorme je predlagal leto 1027, medtem ko je Andrej Gregorovič predlagal leto 1032, pri čemer se je skliceval na omembo v kijevski kroniki o rojstvu Jaroslavove hčerke tega leta. Ana je bila skoraj zagotovo najmlajša hči. O Anninem otroštvu in šolanju je malo znanega. Domneva se, da je bila pismena, vsaj toliko, da je napisala svoje ime, saj na listini iz leta 1061 obstaja njen podpis v cirilici. Delorme poudarja, da je knez Jaroslav v svoji kneževini ustanovil številne šole in nakazuje, da je bila izobrazba v njegovi družini zelo cenjena. Posledično domneva, da je bila Ana dobro izobražena. Gregorovič domneva, da se je Ana med pripravami na poroko naučila govoriti francosko.

## Zaroka
Pogajanja za Anino poroko z 18 let starejšim kraljem Henrikom so potekala v poznih 1040. letih po smrti Henrikove prve žene Matilde Frizijske in njunega edinca. Zaradi nujne potrebe po dediču in vse večjega cerkvenega neodobravanja porok med sorodniki, je moral Henrik poiskati nevesto, s katero ni v sorodu. Kijevska Rusija Frankom ni bila neznanka, saj je Jaroslav poročil več svojih otrok v zahodne vladarske hiše, da bi se izognil vplivu Bizantinskega cesarstva.
Jeseni 1049 ali spomladi 1050 je Henrik na Jaroslavov dvor poslal škofa Gauthierja iz Meauxa, Goscelina iz Chaunyja in druge neimenovane svetovalce. Možno je, da sta bili v tem času pri Rusih kar dve diplomatski misiji. O poročnih pogajanjih ali dogovorih o doti ni ohranjenih nobenih zapisov, vendar naj bi Ana zapustila Kijev z "bogatimi darili". Gregorovič trdi, da je del bogastva, ki ga je prinesla v Francijo, vključeval dragulj hiacint, ki ga je opat Suger pozneje vgradil v relikviarij sv. Dionizija. Ana je poleti ali jeseni 1050 zapustila Kijev in odpotovala v Reims.

## Kraljica
Ana se je s Henrikom poročila 19. maja 1051, na binkoštni praznik. Henrik je bil skoraj dvajset let starejši od nje. Poroki je sledilo kronanje v stolnici v Reimsu, s čimer je postala prva francoska kraljica, kronana v tej stolnici. 
Zakon je trajal devet let. V njem so bili rojeni trije sinovi: Filip, Robert, ki je umrl v mladosti, in Hugo. Ani se pogosto pripisuje uvedba grškega imena Filip v kraljeve družine zahodne Evrope. Rojena je bila morda tudi hčerka Ema, za katero ni nobenega podatka. Ana in Henrik naj bi bila starša tudi blažene Edigne.
Kot kraljica je imela Ana privilegij sodelovati v kraljevem svetu, vendar o tem ni skoraj nobenih zapisov.
Leta 1059 se je kralj Henrik začel prepirati s Cerkvijo zaradi vprašanj, povezanih z gregorijansko reformo. V tem času je papež Nikolaj II. poslal kraljici Ani pismo, v katerem ji je svetoval, naj sledi svoji vesti, da popravi krivice in posreduje proti zatiralskemu nasilju, hkrati pa jo je spodbudil, naj nagovarja svojega moža, naj vlada zmerno.  Nekateri zgodovinarji to papeževo pismo razlagali kot znak Anine spreobrnitve iz pravoslavja v rimskokatoliško vero.

## Regentstvo
Po Henrikovi smrti 4. avgusta 1060 je prestol nasledil Filip. Za Filipovega skrbnika je bil imenovan grof Baldvin V. Flandrijski, mož Henrikove sestre Adele. Ana jej takrat morda še vedno igrala aktivno vlogo v vladi. Edini obstoječi kraljičin podpis je ravno iz tega obdobja. Podpisana je na dokumentu, izdanem v Soissonsu za opata Saint Crepin le Granda. Dokument hrani Narodna knjižnica Francije.
Dokazi o Anini vlogi v vladi izginejo leta 1061, približno v času, ko se je ponovno poročila. Njen drugi mož je bil grof Ralf IV. Valois. Poroka je bila za Cerkev sporna, ker je bil Ralf Henrikov bratranec in tehnično še vedno poročen s svojo drugo ženo Haquenez. Ralf je bil zaradi teh prestopkov izobčen. V poznih 1060. letih so ga začeli omenjati kot Filipovega očima. Leta 1074 je umrl in Ana je spet ovdovela. 
Leta 1062 je Ana dala veliko denarja za obnovo propadajoče kapele v Senlisu, ki je bila prvotno posvečena svetemu Vincenciju Saragoškemu. Zemljišča in prihodke je zapustila novi ustanovi, da se je lahko vzdrževala. Napisala je tudi pismo, v katerem je pojasnila svoje razloge za posvetitev samostana. Pismo kaže na njeno pripadnost grški pravoslavni veri, saj Ana v njem uporablja izraz "Marija, Božja mati" namesto bolj običajnega "Naša Gospa", kar se morda nanaša na vzhodni koncept Theotokos. Nekateri zgodovinarji menijo, da Ana tega pisma ni napisala sama.

## Smrt in posledice
Natančen datum Anine smrti ni znan. Umrla je verjetno 5. septembra (dan, ko se praznuje v Selisu) leta 1075 (leto njenega zadnjega podpisanega dokumenta). Nekateri zdodovinarji predlagajo leto 1080.
Leta 1682 je jezuitski antikvar Claude-Francois Menestrier objavil, da je odkril Anino grobnico v cistercijanski opatiji Villiers. Odkritje je bilo pozneje izpodbijano, saj je bil Villiers zgrajen šele v 13. stoletju, čeprav je možno, da so bili Anini posmrtni ostanki tja prestavljeni nekoč po njeni smrti. Tam postavljen spomenik je bil uničen v francoski revoluciji.
V 18. in 19. stoletju so povečani diplomatski stiki med Francijo in Rusijo pripeljali do oživitve zanimanja za Ano in objavljenih je bilo več kratkih biografij. V 20. stoletju je Ana postala simbol ukrajinskega nacionalizma. Po drugi strani je bil v Sovjetski zvezi leta 1978 produciran film "Jaroslavna, francoska kraljica", ki ni v ničemer povezan z "ukrajinskim nacionalizmom". Opera z naslovom "Ana Jaroslavna", ki jo je napisal Antin Rudnicki, je bila prvič izvedena v Carnegie Hallu leta 1969. Leta 1998 je ukrajinska vlada izdala poštno znamko v njeno čast in leta 2005 sponzorirala postavitev bronastega kipa kraljice Ane v Senlisu, ki ga je 22. junija odkril predsednik Viktor Juščenko.  Leta 2024 je bila ustanovljena v Franciji izšolana brigada ukrajinske vojske z njenim imenom.